# The Following
The Following ist eine US-amerikanische Thrillerserie mit Kevin Bacon, die vom 21. Januar 2013 bis 18. Mai 2015 auf dem Fernsehsender Fox ausgestrahlt wurde. Sie besteht aus 3 Staffeln mit jeweils 15 Episoden.
Im Mai 2015 gab Fox die Absetzung nach drei Staffeln bekannt.
Die Serie erzählt von dem verurteilten Serienmörder Joe Carroll und dem ehemaligen FBI-Agenten Ryan Hardy. Carroll romantisiert den Tod und tötete vor seiner Verhaftung durch Hardy Studentinnen, die seine Literaturvorlesungen besuchten. Die Inspiration zu seinen Morden lieferten ihm die Werke des berühmten amerikanischen Schriftstellers Edgar Allan Poe. Nachdem Carroll jedoch ein Ausbruch aus dem Gefängnis gelingt, er aber recht schnell wieder gefasst wird, stoßen die Ermittler auf einen Kult, den er aus dem Gefängnis heraus über das Internet aufgebaut hat und um die Aktivitäten seiner Anhänger, die in seinem Namen Verbrechen begehen.
Die Idee zur Serie stammt von Drehbuchautor Kevin Williamson, der bereits für Filme wie Scream – Schrei!, Ich weiß, was du letzten Sommer getan hast oder Serien wie Dawson’s Creek und Vampire Diaries verantwortlich war.

## Handlung

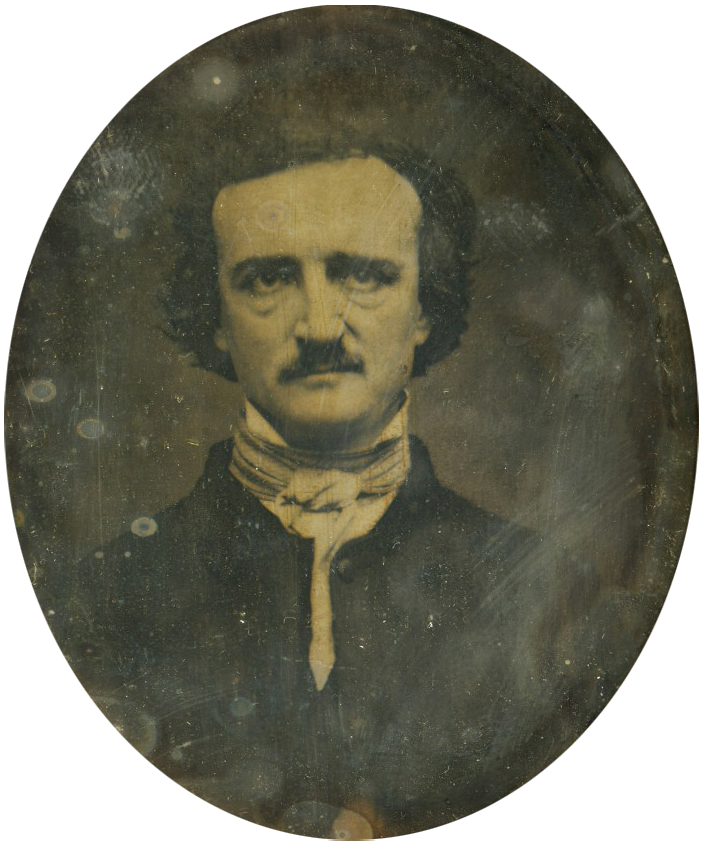
Edgar Allan Poe inspiriert Joe Carroll bei seinen Morden.

### Staffel 1
Zu Beginn der Serie bricht der verurteilte Serienmörder Joe Carroll aus dem Gefängnis in Virginia aus, um sein begonnenes Werk zu vollenden. Die einzige Überlebende seiner Mordserie an Studentinnen, Sarah Fuller, wird nach Bekanntgabe der Flucht unter Polizeischutz gestellt und der ehemalige FBI-Agent Ryan Hardy sieht sich mit seiner Vergangenheit konfrontiert, da Hardy aktiv in den fast zehn Jahre zurückliegenden Fall involviert war und ein Buch über die damalige Mordserie veröffentlichte. Claire, Carrolls Ex-Frau und Mutter seines Sohnes Joey, wird fortan ebenfalls unter Polizeischutz gestellt. Hardy muss gemeinsam mit den FBI-Agenten Mike Weston und Jennifer Mason herausfinden, dass ein Gefängniswärter Carroll bei seiner Flucht geholfen hat und anscheinend als Mörder ausgebildet wird. Als eine junge Frau in aller Öffentlichkeit Selbstmord begeht, beginnt Hardy die Vermutung anzustellen, dass Carroll das Internet genutzt haben könnte, um eine Anhängerschaft zu sammeln, mit deren Hilfe er seine Pläne verwirklichen kann. Es stellt sich heraus, dass sich etliche Anhänger des Kultes als Schläfer bereithalten um auf bestimmte Trigger, wie z. B. von Carrols Anwältin der Presse vorgelesene Gedichte, im Voraus festgelegte Pläne auszuführen.
Sarah wird von zwei Anhängern, die sie für ein schwules Nachbarpaar gehalten hat, entführt und schließlich brutal von Carroll gefoltert und ermordet. Hardy kommt zu spät, um sie zu retten, doch Carroll erlaubt ihm, ihn festzunehmen und zu vernehmen, wo dieser ihm erzählt, dass dies erst der Anfang sei. Zeitgleich hat eine weitere Anhängerin Carrolls, die sich als Kindermädchen bei seiner Ex-Frau ausgegeben hat, seinen Sohn entführt und trifft sich mit den vermeintlich schwulen Nachbarn von Sarah, um mit diesen in einem Haus abseits der Stadt ein Versteck zu finden.
Special-Agent Debra Parker, eine Expertin für alternative Religionen, wird mit in den Fall einbezogen, um Carrolls Sohn zu finden und zu seiner Mutter zurückzubringen, während Jordy, Carrolls Fluchthilfe im Gefängnis, seinen ersten Mord begeht, indem er drei Studentinnen in ihrem Verbindungshaus umbringt und ihnen, wie auch einst Carroll seinen Opfern, die Augen herausschneidet. Claire beschließt, sich ihrem Ex-Mann in einem Gespräch zu stellen, um so herauszufinden, wo sich ihr Sohn befindet, doch das Gespräch gerät außer Kontrolle als Carroll seine Frau angreift und sie würgt. Währenddessen fährt Emma Hill, die sich als Joeys Kindermädchen ausgegeben hat, mit Joey und den schwulen Nachbarn in ein abgelegenes Haus und erzählt Joey, dass seine Mutter sie gebeten habe dorthin zu fahren und sie nicht anrufen sollen. Es stellt sich heraus, dass Emma eine Beziehung mit einem der Männer hat, Jacob, und die Beziehung vom anderen der beiden Männer mit Missmut betrachtet wird. Hardy und Weston stoßen bei ihren Ermittlungen auf Emma Hill und ihre alte Adresse. Als die beiden das Haus aufsuchen, wird Hardy im Inneren von einem mit einer Edgar-Allan-Poe-Maske attackiert. Der Mann kann fliehen und zündet schließlich in aller Öffentlichkeit einen Bürger auf offener Straße an, der sich später als ein Kritiker herausstellt, der über Carrolls Buch eine schlechte Kritik geschrieben hat. Hardy und sein Team stoßen auf Rick Kester, einen weiteren Anhänger Carrolls, und seine Frau Maggie, die mit aufs Revier kommt und unter Tränen aussagt, dass Rick sie bereits angegriffen habe. Als Maggie von Troy Riley nach Hause begleitet und überwacht werden soll, findet Agent Parker durch Jordys Aussage heraus, dass Maggie eine weitere Anhängerin ist. Parker kann Riley jedoch nicht rechtzeitig warnen und Riley wird von Maggie getötet. Jordy hat Maggie als Anhängerin geoutet, weil Parker ihm versprochen hat, dass er Carroll sehen dürfe. Als Jordy jedoch realisiert, dass dies nicht der Fall sein wird, begeht er Suizid, indem er seine Bandage verschluckt und schließlich erstickt. Zeitgleich erhält Claire eine E-Mail von Emma, Paul und Jacob, in der ein Video enthalten ist. Im Video ist zu sehen, wie Emma und Jacob Joey dazu bringen, eine Maus und Käfer zu töten.
Der Dritte der Entführer, Paul, fühlt sich langsam aber sicher übergangen und von Jacob betrogen, da deren vorgespielte Beziehung während der Jahre neue Ausmaße angenommen hat. Er entführt eine Supermarktangestellte namens Megan. Als Emma davon erfährt, fordert sie Jacob auf, sie zu töten, doch er lässt sie stattdessen fliehen. Ihre Flucht scheitert jedoch und Paul und Emma nehmen sie erneut gefangen. Nachdem Maggie von Parker als Anhängerin Carrolls geoutet worden ist und Hardy ihren Ehemann bei der Flucht getötet hat, plant diese ihre Rache. Sie entführt Hardys Schwester und fordert ihn auf, sie aufzusuchen. Maggie will Hardys Schwester leiden lassen, indem sie ihren Bruder vor ihren Augen umbringt. Doch Mike Weston kann dies aufhalten und Hardy und seine Schwester retten, indem er Maggie erschießt.
Kurz darauf schafft es Joey, an ein Telefon zu gelangen, während Emma, Paul und Jacob zu dritt im Bett liegen. Er übermittelt einige wichtige Informationen an seine Mutter, ehe Paul ihn vom Telefon wegziehen kann. Nahezu zeitgleich wird Olivia Warren, Carrolls Anwältin, im Department gesehen, die daraufhin Claire aufsucht und ihr einige Anweisungen von Carroll übermittelt, die sie befolgen soll, wenn sie Joey wiedersehen will. Dieser flieht jedoch aus dem Haus und wird von Emma bis zu ein paar Nachbarn verfolgt. Die Nachbarn verständigen die Polizei, noch bevor sie von Paul umgebracht werden. Hardy kann durch die Information das Haus orten. Zeitgleich erscheint Hank Flynn bei Emma und Co., um die drei und Joey aus dem Haus zu bringen. Hank wird jedoch von Hardy erschossen und wird daraufhin von Paul mit einer Waffe bedroht.

### Staffel 2
Ein Jahr nach dem Tod von Joe Carroll ist Ryan Hardy nach wie vor besessen von ihm und dem Kult, den er sich aus dem Gefängnis aufbauen konnte. Als zum Jahrestag Carrols dazu noch eine Mordserie beginnt, muss sich Hardy erneut der Sekte widmen und stellen.

### Der Carroll-Kult
Dem Kult gehören verschiedene Personen unterschiedlichster Herkunft an, vom Computertechniker bis zum Ex-Militär. Ihnen allen gemeinsam ist, dass sie eine schwierige Vergangenheit haben.
Emma beispielsweise wurde lange Zeit von ihrer Mutter dominiert, die sie schließlich auf Initiative Carolls umbringt. Ihr Haus baut sie zu einer Art Schrein um, in dem Poe und Carroll verehrt werden.
Allen Kultanhängern gemeinsam ist ihre fanatische Ergebenheit Carroll gegenüber, so begeht einer von ihnen im Gefängnis Selbstmord. Da er gefesselt ist, löst er mit dem Mund seinen Verband und isst diesen auf, wodurch er schließlich erstickt.
Alle folgen Plänen, die Carroll im Gefängnis aufgestellt hat. Um keinen Verdacht zu erregen, leben sie jahrelang mit falschen Identitäten, um in eine Position zu kommen, um ihren Teil zum Plan beizutragen.

## Produktionsweise und Charakteristika

### Konzeption
Kevin Williamson legte die ersten Entwürfe zur Serie seinem Heimatsender seiner Lieblingsserie 24 vor. Er verglich Hardy dazu mit Jack Bauer. Gegenüber dem Journalisten Maerz sagte er, dass er manchmal nachts wachgelegen habe und wegen Jack Bauer geweint habe und einiges von Jack Bauer in seiner Figur des Ryan Hardy stecke. Schon damals war sich Williamson sicher, dass die Serie kontrovers aufgenommen werden würde. In einem Interview gegenüber The Hollywood Reporter antwortete Joe Earley, Vorsitzender von Fox Broadcasting, dass der Sender stolz sei eine große, intensive Serie an das breite Publikum zu bringen. Er versprach schon damals, dass die Serie großartig und spannungsgeladen sein werde.

### Casting
Williamson äußerte gegenüber seinem Agenten den Wunsch, einen Schauspieler wie Kevin Bacon als Ryan Hardy spielen zu lassen. Sein Agent schlug direkt Kevin Bacon vor und ließ Bacon das Drehbuch zukommen. Bacon suchte seit vier Jahren nach einem Fernsehengagement, das er gerne machen würde. Jeananne Goossen wurde schließlich für die Rolle der FBI-Agentin Jennifer Mason gecastet. Die Rolle wurde jedoch nach der Pilotfolge durch Annie Parisse als Debra Parker ersetzt.

### Erzählstil
Die einzelnen Episoden bauen inhaltlich stark aufeinander auf. In jeder Folge werden verschiedene Handlungsstränge fortlaufend erzählt. So erzählt ein Handlungsstrang allein das Handeln von Ryan Hardy, während ein anderer den Fokus auf drei Anhänger von Joe Carroll legt. Jede Episode enthält in bestimmten Situationen Rückblenden einzelner Charaktere, die leicht durch die Einblendung der Jahreszahl zeitlich zuzuordnen sind.

## Besetzung und Synchronisation

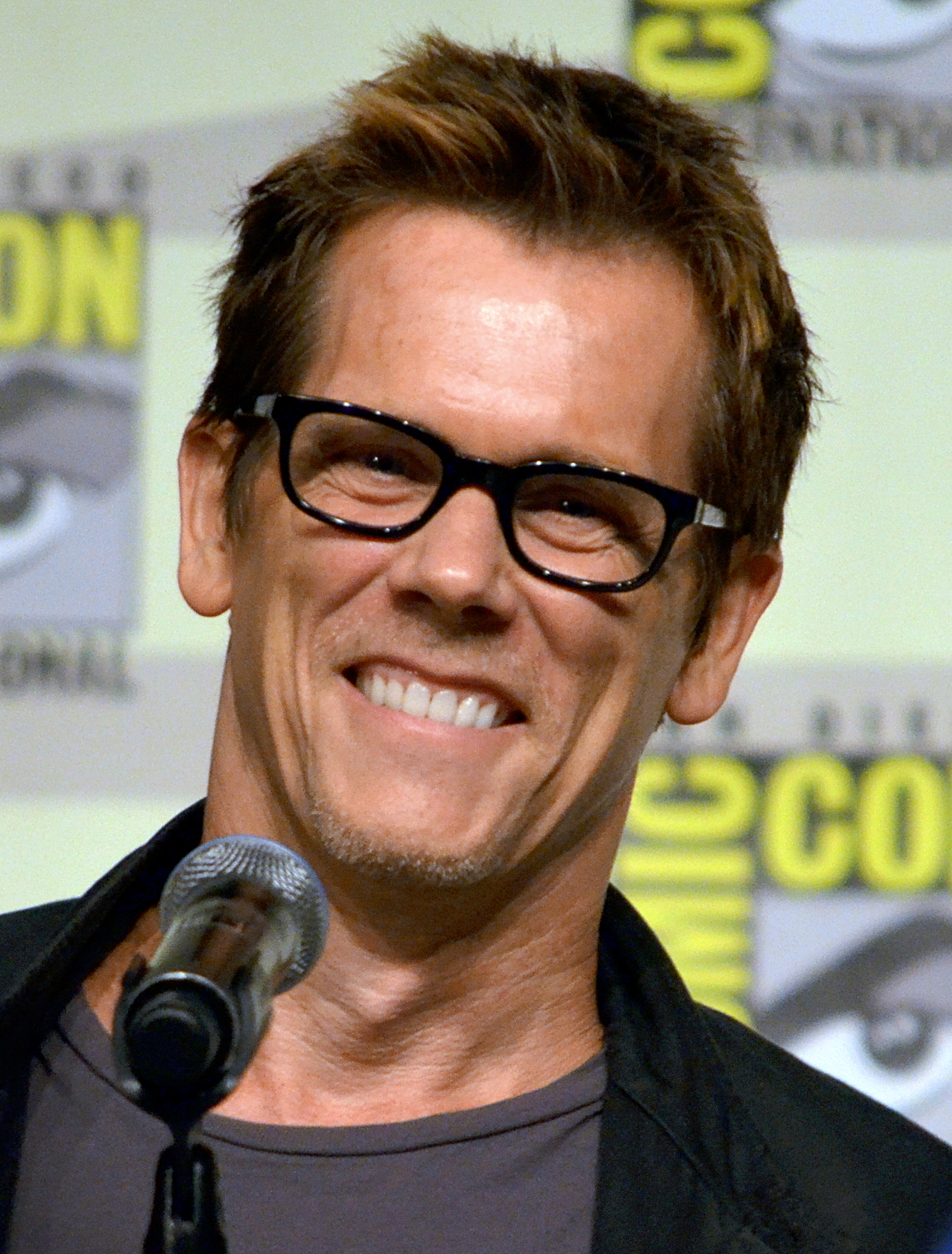
Kevin Bacon spielt Ryan Hardy.

Die deutsche Synchronisation entsteht nach einem Dialogbuch von Holger Twellmann und unter der Dialogregie von Timmo Niesner durch die Synchronfirma Arena Synchron GmbH in Berlin.

### Hauptbesetzung
| Rollenname                 | Schauspieler/in  | Hauptrolle | Nebenrolle      | Synchronsprecher/in |
| -------------------------- | ---------------- | ---------- | --------------- | ------------------- |
| Ryan Hardy                 | Kevin Bacon      | 1.01–3.15  |                 | Viktor Neumann      |
| Dr. Joe Carroll            | James Purefoy    | 1.01–3.13  |                 | Michael Lott        |
| Dr. Claire Matthews        | Natalie Zea      | 1.01–1.15  | 2.01, 2.09–2.15 | Gundi Eberhard      |
| Mike Weston                | Shawn Ashmore    | 1.01–3.15  |                 | Jan Makino          |
| Jacob Wells / Will Wilson  | Nico Tortorella  | 1.01–1.14  |                 | Marius Clarén       |
| Emma Hill / Denise Harris  | Valorie Curry    | 1.01–2.14  |                 | Nicole Hannak       |
| Paul Torres / Billy Thomas | Adan Canto       | 1.01–1.09  | 1.10            | Marcel Collé        |
| Debra Parker               | Annie Parisse    | 1.02–1.15  |                 | Natascha Geisler    |
| Dr. Sarah Fuller           | Maggie Grace     | 1.01       |                 | Magdalena Turba     |
| Jennifer Mason             | Jeananne Goossen | 1.01       |                 | Julia Kaufmann      |
| Max Hardy                  | Jessica Stroup   | 2.01–3.15  |                 | Julia Kaufmann      |
| Mandy Lang                 | Tiffany Boone    | 2.01–2.12  |                 | Friedel Morgenstern |
| Luke                       | Sam Underwood    | 2.01–2.15  |                 | Leonhard Mahlich    |
| Mark                       | Sam Underwood    | 2.01–3.13  |                 | Leonhard Mahlich    |
| Lily Gray                  | Connie Nielsen   | 2.01–2.13  |                 | Katrin Fröhlich     |
| Dr. Arthur Strauss         | Gregg Henry      | 3.01–3.06  | 2.08, 2.10      | Bernd Rumpf         |

### Nebenbesetzung
| Rollenname            | Schauspieler/in        | Nebenrolle | Synchronsprecher/in |
| --------------------- | ---------------------- | ---------- | ------------------- |
| Joey Matthews         | Kyle Catlett           | 1.01–1.15  | Maurice Scharf      |
| Troy Riley            | Billy Brown            | 1.01–1.03  | Tobias Kluckert     |
| Jordy Raines          | Steve Monroe           | 1.01–1.03  | Gerrit Schmidt-Foß  |
| Olivia Warren         | Renée Elise Goldsberry | 1.05–1.07  | Julia Ziffer        |
| Louise Sinclair       | Annika Boras           | 1.07–1.09  | Cathlen Gawlich     |
| Charlie               | Tom Lipinski           | 1.05–1.08  | Nico Sablik         |
| Nick Donovan          | Mike Colter            | 1.08–1.13  | Sascha Rotermund    |
| Tim „Roderick“ Nelson | Warren Kole            | 1.08–1.13  | Norman Matt         |
| Julia                 | Jacinda Barrett        | 2.07–2.09  | Schaukje Könning    |

## Ausstrahlung

### Vereinigte Staaten
Die Ausstrahlung in den Vereinigten Staaten begann am 21. Januar 2013 immer montags auf Fox. Die Episoden wurden in der gleichen Woche freitags wiederholt. Die erste Pilotfolge wurde von über 10,4 Millionen Zuschauern gesehen, woraus ein Zielgruppen-Rating von 3,2 resultierte. Seitdem sind die Einschaltquoten gesunken, sodass bei der vierten Episode nur noch 7,8 Millionen Zuschauer und ein Rating von 2,4 erreicht wurde. Das erste Staffelfinale wurde am 29. April 2013 ausgestrahlt und verzeichnete mit über 7,8 Millionen und einem Rating von 2,7 eine Quotensteigerung gegenüber der letzten ausgestrahlten Episode. Die 15-teilige zweite Staffel wurde vom 19. Januar bis zum 28. April 2014 ausgestrahlt. Die Staffelpremiere erreichte im Anschluss an ein Footballspiel mit 11,18 Millionen Zuschauern und einem Rating von 4,4 die bisher höchste Einschaltquote der Serie.

### Deutschland
In Deutschland sicherte sich die RTL Group die Ausstrahlungsrechte bereits im Juni 2012. Ein Jahr später, am 6. Juni 2013, begann der Bezahlfernsehsender RTL Crime die Serie auszustrahlen. Das Finale der ersten Staffel lief dort am 12. September 2013. Die zweite Staffel zeigte der Sender ab dem 6. Oktober 2014. Die dritte Staffel wurde ab dem 19. November 2015 ausgestrahlt.
Bei RTL lief die Free-TV-Ausstrahlung der ersten Staffel vom 17. September bis zum 15. Oktober 2013. Staffel 2 wanderte zu RTL NITRO, wo die Serie ab dem 8. Juli 2015 ausgestrahlt wurde. Die Free-TV-Premiere von Staffel drei schloss sich dort ab dem 6. Januar 2016 an.

## Kritik
Die Serie wurde überwiegend positiv aufgenommen. Die erste Episode hat bei Metacritic ein Metascore von 62/100 basierend auf 34 Rezensionen.

„Der viel erwartete Serien-Neustart mit Kevin Bacon wird allen Erwartungen gerecht. «The Following» erzählt ein packendes Charakterdrama zweier Gegenspieler.“

## Auszeichnungen und Nominierungen
Critics’ Choice Television Awards
- 2012: Auszeichnung in der Kategorie Vielversprechendste neue Serie für The Following

Saturn Awards
- 2013: Nominierung in der Kategorie Beste Network-Fernsehserie für The Following
- 2013: Auszeichnung in der Kategorie Bester Fernsehhauptdarsteller für Kevin Bacon

## Veröffentlichungen
Die Serie wurde in verschiedenen Ländern als DVD und Blu-ray Disc veröffentlicht.
Deutschland
- Staffel 1 erschien am 7. Februar 2014
- Staffel 2 erschien am 26. März 2015

Vereinigte Staaten
- Staffel 1 erschien am 7. Januar 2014
- Staffel 2 erschien am 7. Oktober 2014

Großbritannien
- Staffel 1 erschien am 2. Dezember 2013
- Staffel 2 erschien am 29. September 2014